# Вертинська Маріанна Олександрівна
Маріанна Олександрівна Вертинська (рос. Мариа́нна Алекса́ндровна Верти́нская; * 28 липня 1943, Шанхай) — радянська і російська акторка театру і кіно, заслужена артистка РРФСР (1991). Донька співака-шансоньє Олександра Вертинського та художниці Лідії Вертинської (Ціргвава), сестра акторки Анастасії Вертинської.
Дебютувала в кіно 1961 року роллю Каті Барташевич у фільмі «Високосний рік». Найбільш відома роллю Ані у фільмі «Застава Ілліча», в якому створила яскравий образ молодої героїні перших років «хрущовської відлиги».
В 1967  році закінчила московське театральне училище ім. Б. Щукіна. По закінченні училища працювала в московському театрі ім. Євг. Вахтангова, який залишила 2005 року.
Неодноразово відвідувала Україну з театральними гастролями та концертними виступами. У 1989 році разом з матір'ю брала участь у святкуванні в Києві 100-річчя з дня народження її батька Олександра Вертинського.

## Вибрана фільмографія

### Кіно
| Рік  | Фільм                           | Оригінальна назва                  | Роль            |
| ---- | ------------------------------- | ---------------------------------- | --------------- |
| 1967 | Його звали Роберт               | рос. Его звали Роберт              | Таня            |
| 1967 | І ніхто інший                   | И никто другой                     | Аня             |
| 1970 | Сім наречених єфрейтора Збруєва | рос. Семь невест ефрейтора Збруева | Тетяна Дроздова |
| 1975 | Скарб                           |                                    |                 |
| 1976 | Смерть під вітрилом             | рос. Смерть под парусом            |                 |

## Діти
- Олександра Вертинська (від шлюбу з архітектором Іллею Билінкіним) — дизайнерка й телеведуча;
- Дарина Хмельницька (від шлюбу з актором Борисом Хмельницьким) — акторка[3].